# Merbromina

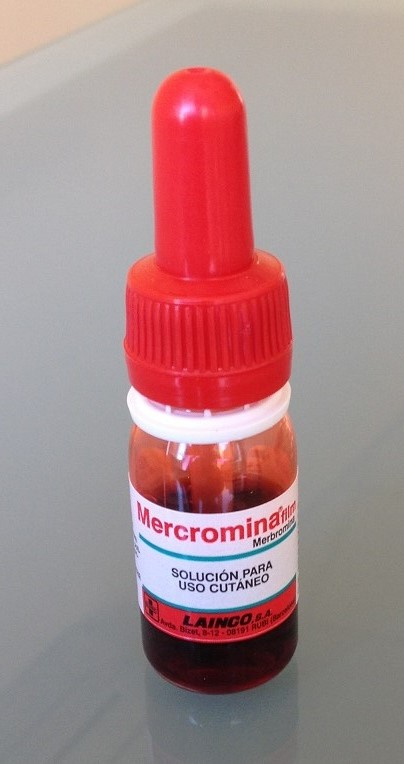
Envàs de Mercromina Film contenint solució al 2% de Merbromina

La merbromina és un compost organomercurial de color verd, amb fórmula molecular C20H₈Br₂HgNa₂O₆. La seva denominació química és dibromhidroximercurifluorosceïna sal disòdica (IUPAC).
És fàcilment soluble en aigua, donant una solució de color vermell carmí. Solucions molt diluïdes (1:2000) posseeixen una fluorescència groc-verdosa. El pH d'una solució al 0,5% és 8,8. Un gram es dissol en 50 grams d'alcohol del 94%, i en 8,1 grams de metanol. És pràcticament insoluble en alcohol, acetona, cloroform i èter.
Està relacionada químicament amb la fluoresceïna i amb l'eosina Y (C20H₈Br₄O₅, tetrabromofluoresceïna). En la seva estructura posseeix un sol àtom de mercuri fortament lligat mitjançant enllaç covalent a un anell benzènic i a un grup hidroxil, essent una substància molt estable.

## Síntesi
Se sintetitza tractant dibromfluoresceïna amb acetat mercúric i hidròxid de sodi o alternativament, per acció d'acetat mercúric sobre dibromfluoresceïna sòdica. Pel seu caràcter aniònic, és químicament incompatible amb àcids, la majoria de sals alcaloides i la major part d'anestèsics locals.

## Aplicacions
És utilitzat en Medicina com a antisèptic d'ús tòpic en petites ferides superficials, cremades, esquerdes i raspades. També s'utilitza en l'antisèpsia del cordó umbilical i en l'antisèpsia de ferides de difícil cicatrització, com en úlceres neuropàtiques i ferides del peu diabètic.
Les seves propietats antisèptiques van ser descobertes pel metge Hugh H. Young de l'Hospital Johns Hopkins (Baltimore, EUA) el 1918. Segueix sent un antisèptic important, particularment en països en desenvolupament, degut al seu baix cost d'adquisició.

## Medicaments que contenen merbromina a Espanya
El primer medicament registrat a Espanya amb merbromina va ser Mercromina® l'any 1935, el seu titular i fabricant és l'empresa de Rubí (Vallès Occidental) Lainco S.A.
A Espanya els següents medicaments tenen merbromina com a principi actiu:
- ARGENTOCROMO Sol.
- CROMERCONGO Sol.
- LOGACROM Sol. 2%
- MERBROMINA SERRA Sol. 20 mg/ml
- MERCROMINA FILM LAINCO Sol. 2%
- MERCROMINA MINI Sol. 2%
- MERCURIN LIQUIDO Sol. 2%
- MERCUROCROMO ARAFARMA Sol. 2%
- MERCUROCROMO MAXFARMA Sol. 2%
- MERCUROCROMO PEREZ GIMENEZ Sol. 2%
- MERCUROCROMO PQS Sol. 2,5%
- MERCUROCROMO VIVIAR Sol. 2%
- MERCUTINA BROTA Sol. 2%
- TIRITAS AL MERCUROCROMO Apósito

## Utilització en altres països
La Food and Drug Administration dels EUA el va classificar en 1998 com "d'ús no generalment reconegut com a segur" juntament amb una multitud d'altres compostos actius i basant-se en l'absència d'interès per part de les companyies farmecèutiques a proporcionar nous estudis o informació de suport actualitzada. En cap cas va ser degut al fet que el producte fos tòxic o de risc per al pacient.